# Нагорная улица (Ломоносов)
Наго́рная улица — улица в городе Ломоносове Петродворцового района Санкт-Петербурга, в историческом районе Мартышкино. Проходит от Морской улицы и Лесной улицы до Балтийской улицы.
Название появилось в конце XIX века. Оно связано с тем, что улица идёт к нагорной части. Трасса Нагорной улицы проходит вдоль левого берега Мартышкина ручья.